# Psychic Entertainment Sound
『Psychic Entertainment Sound  ―Mr. Maric World』（サイキック･エンターテイメント･サウンド ミスターマリック･ワールド）は、小室哲哉とMr.マリックが1990年9月21日にリリースしたアルバムCD。品番はESCB-1086。初のオリジナルのインストゥルメンタルアルバム。このアルバムの制作が決まっていたために、Mr.マリックが小室のソロツアー『Digitalian is eating breakfast』ファイナルにゲスト出演していた。（詳しくはMr.マリック#経歴参照のこと）

## トラックリスト
全作曲・編曲：小室哲哉
| #  | タイトル                        | 作詞 | 作曲・編曲 | 時間  |
| -- | ------------------------------- | ---- | ---------- | ----- |
| 1. | 「Relaxation -自己回帰-」       |      |            | 10:02 |
| 2. | 「T・Meditation -超越瞑想-」    |      |            | 4:51  |
| 3. | 「Precognition -未来予知-」     |      |            | 6:02  |
| 4. | 「Astralprojection -幽体離脱-」 |      |            | 4:21  |
| 5. | 「Inspiration -神霊感応-」      |      |            | 2:17  |
| 6. | 「Imagination -発光夢想-」      |      |            | 2:40  |

## 解説
6曲目のみMr.マリック本人のボイスナレーションが入っている。「誘発」および「超魔術」についての書き出しで始まっている。因みに作曲者で演奏者である小室哲哉に関しては、サイキック現象（超能力現象や心霊現象をひとまとめにした言い方）について書かれたあと、「視覚だけでなく聴覚からも誘発を起こす可能だと、一人のミュージシャンとの出会いによって確信しました。小室哲哉氏が真っ赤に燃える隕石となって、私の心の宇宙へ飛び込んできました。」と書かれている。

## クレジット

### レコーディングメンバー
- 小室哲哉 : Synclavier, Piano, Synthesizer
- 日向大介 : Guitar、Stick Bass
- Mr.マリック : Hand power performed, Vocal narration

### スタッフ
- Produced : 小室哲哉
- Co-produced : 日向大介
- Mixed, Recorded, Mastered : 伊東俊郎
- Synclavier Operator : 日向大介、秋葉淳
- Art Direction, Design : 高橋伸明
- A&R : 大原正裕
- Promotion : 福田良昭